# Charles H. Turner (polityk)
Charles Henry Turner (ur. 26 maja 1861 w Wentworth, zm. 31 sierpnia 1913 w Wentworth) – amerykański polityk, członek Partii Demokratycznej.

## Działalność polityczna
W okresie od 9 grudnia 1889 do 3 marca 1891 przez jedną kadencję był przedstawicielem 6. okręgu wyborczego w stanie Nowy Jork w Izbie Reprezentantów Stanów Zjednoczonych.